# Macaíba (gemeente)
Macaíba is een gemeente in de Braziliaanse deelstaat Rio Grande do Norte. De gemeente telt 80.031 inwoners (schatting 2017).

## Aangrenzende gemeenten

Macaíba en de omliggende gemeenten

De gemeente grenst aan Boa Saúde, Bom Jesus, Ielmo Marinho, Natal, Parnamirim, São Gonçalo do Amarante, São José de Mipibu, São Pedro en Vera Cruz.